# Böda kyrka
Böda kyrka i Böda socken i Borgholms kommun på Öland tillhör Nordölands församling i Växjö stift.

## Historik
Kyrkan uppfördes ursprungligen som  absidkyrka på 1100-talet för att på 1200-talet byggas om till försvarskyrka och 1240 förses med korsarm mot norr. Vilket år kyrkan ursprungligen byggdes är okänt, men enligt Bödamissalet, en mässbok från 1300-talet rekonstruerad från remsor i pärmryggar till Gustav Vasas räkenskaper, skedde invigningen den 17 oktober. På 1500-talet byggdes en sakristia i nordost, vilken ersattes av en ny sakristia i sydost år 1700 innan en stor ombyggnad av hela kyrkan utfördes efter ritningar av arkitekten Gustaf af Sillén 1802–1803, då den fick sitt nuvarande utseende. Ovanvåningen som gjort kyrkan till en fästning revs, liksom valven. Till den medeltida kyrkan lades även ett torn i väster och en sakristia i öster. Mindre exteriöra förändringar utfördes 1942 och interiöra 1951.

## Kyrkobyggnaden
Kyrkan består av ett enskeppigt nästan kvadratiskt långhus med altarabsid i öster, med tillbyggd sakristia i öster samt torn i väster. Kyrkan är byggd av putsat murverk, gult exteriört och vitt interiört, med stora rundbågiga fönster. Kyrkan täcks av ett sadeltak täckt med kopparplåt. Tornets toppas av en lanternin och är försett med storklocka gjuten av S Ch Grönwall 1831 och lillklocka gjuten av Joh G Liljedahl 1850. Innertaket är av trä, i långhuset i form av tunnvalv.
Av den medeltida kyrkan finns kvar murverk från 1200-talet i sydväst, från 1250-talet i sydost och från 1300-talet i norr och nordost, samt kyrkorummets proportioner och nordportalen. 

## Inventarier
- Kyrkans dopfunt av röd kalksten är från 1655 och tillverkad av bildhuggaren Jordan Hansson.
- Altaruppsatsen är gjord av Jonas Berggren 1756 och den innefattade altartavlan är målad av Ivan Hoflund 1913.
- Altarkrucifixet av Christian Berg införskaffades 1958.
- Votivskepp. Modell av briggen Saga byggd av kapten C A Aspegren,Figeholm. Gåva till kyrkan 29 juli 1943.
- Läktaren tillkom vid Silléns ombyggnation 1802–1803, då även den nytillverkade predikstolen av Anders Högström sattes upp.

## Orgel

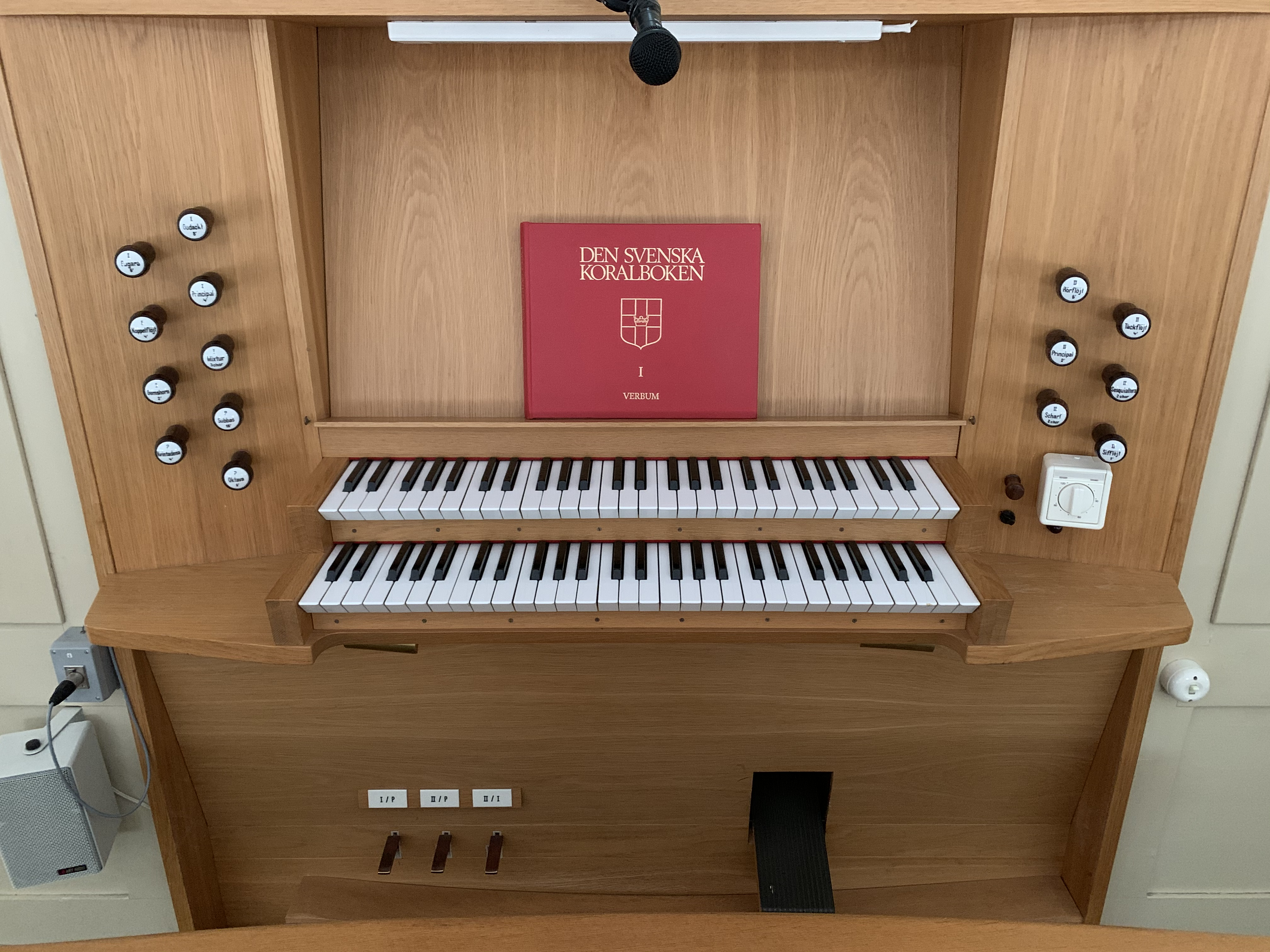
Orgelns spelbord

- 1811 inköptes en åtta-stämmig orgel från Kristdala kyrka, tillverkad av Jonas Wistenius 1741, tillsammans med några läktarpannåer av Magnus Wikander från 1753.
- 1912 byggde Olof Hammarberg, Göteborg, en orgel med tolv stämmor.
- 1966 tillverkade Västbo Orgelbyggeri ett nytt helmekaniskt orgelverk med 15 stämmor fördelade på två manualer och pedal.

Nuvarande disposition:
| Huvudverk (I) C-f3 | Svällverk (II) C-f3 | Pedal C-f1    | Koppel |
| Gedackt 8’         | Rörflöjt 8’         | Subbas 16’    | I/P    |
| Fugara 8’          | Täckflöjt 4’        | Oktava 8’     | II/P   |
| Principal 4’       | Principal 2’        | Kvintadena 4’ | II/I   |
| Koppelflöjt 4’     | Sifflöjt 1’         |               |        |
| Gemshorn 2’        | Sesquialtera 2 chor |               |        |
| Mixtur 3 chor      | Scharf 2 chor       |               |        |

## Bilder

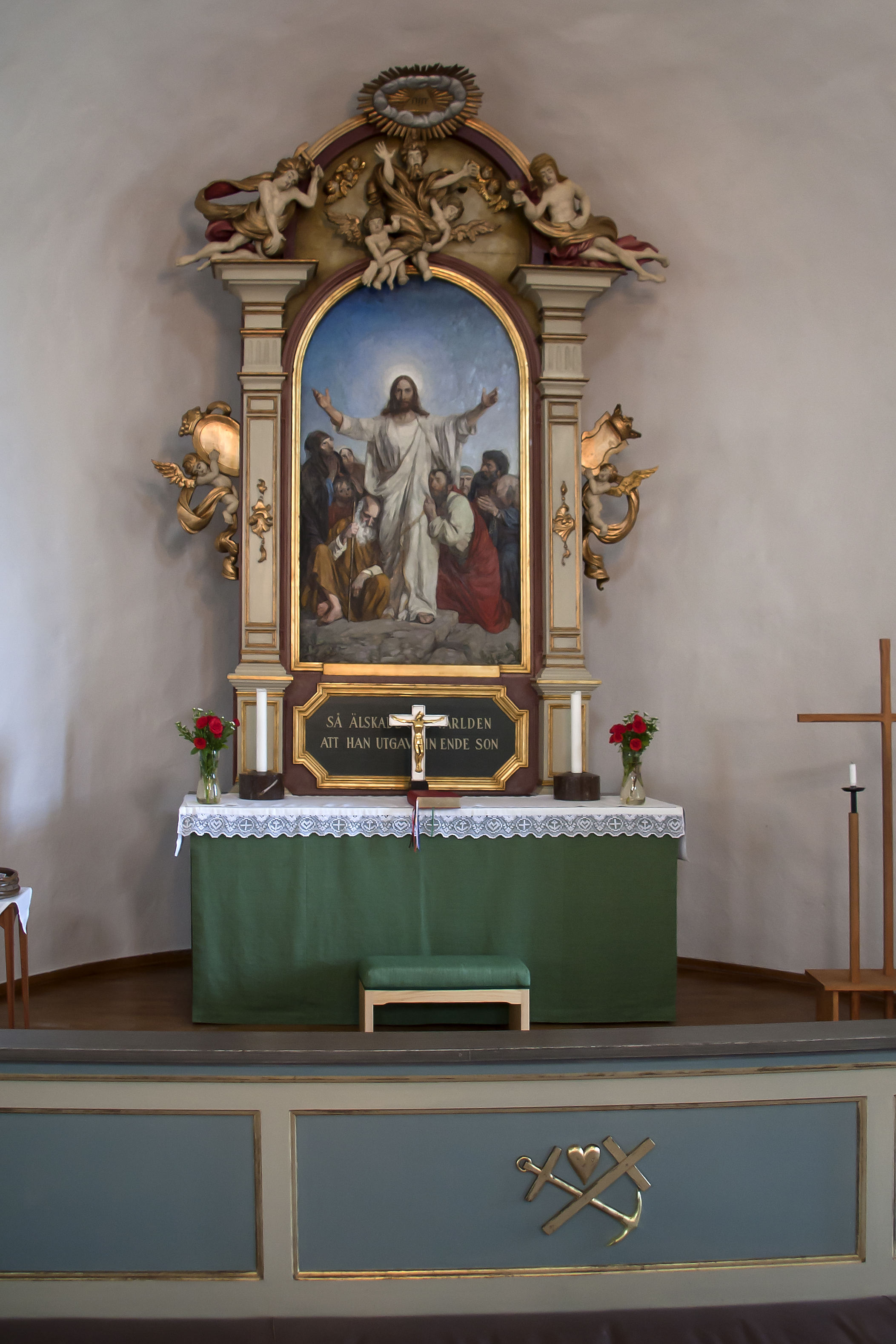
Altaruppsats av Jonas Berggren med altartavla av Ivan Hoflund. På altaret ett krucifix av Christian Berg.
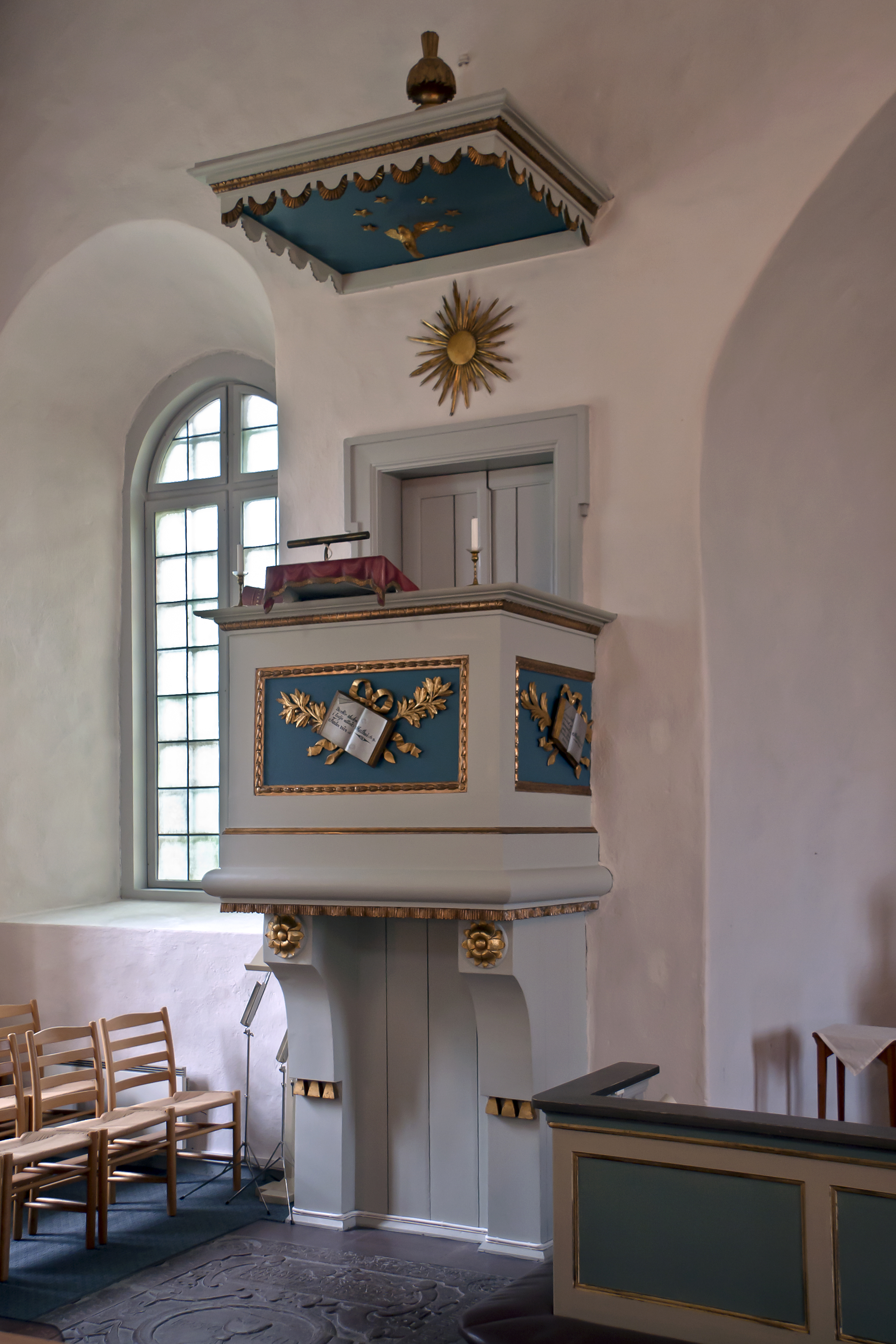
Predikstol av Anders Högström.
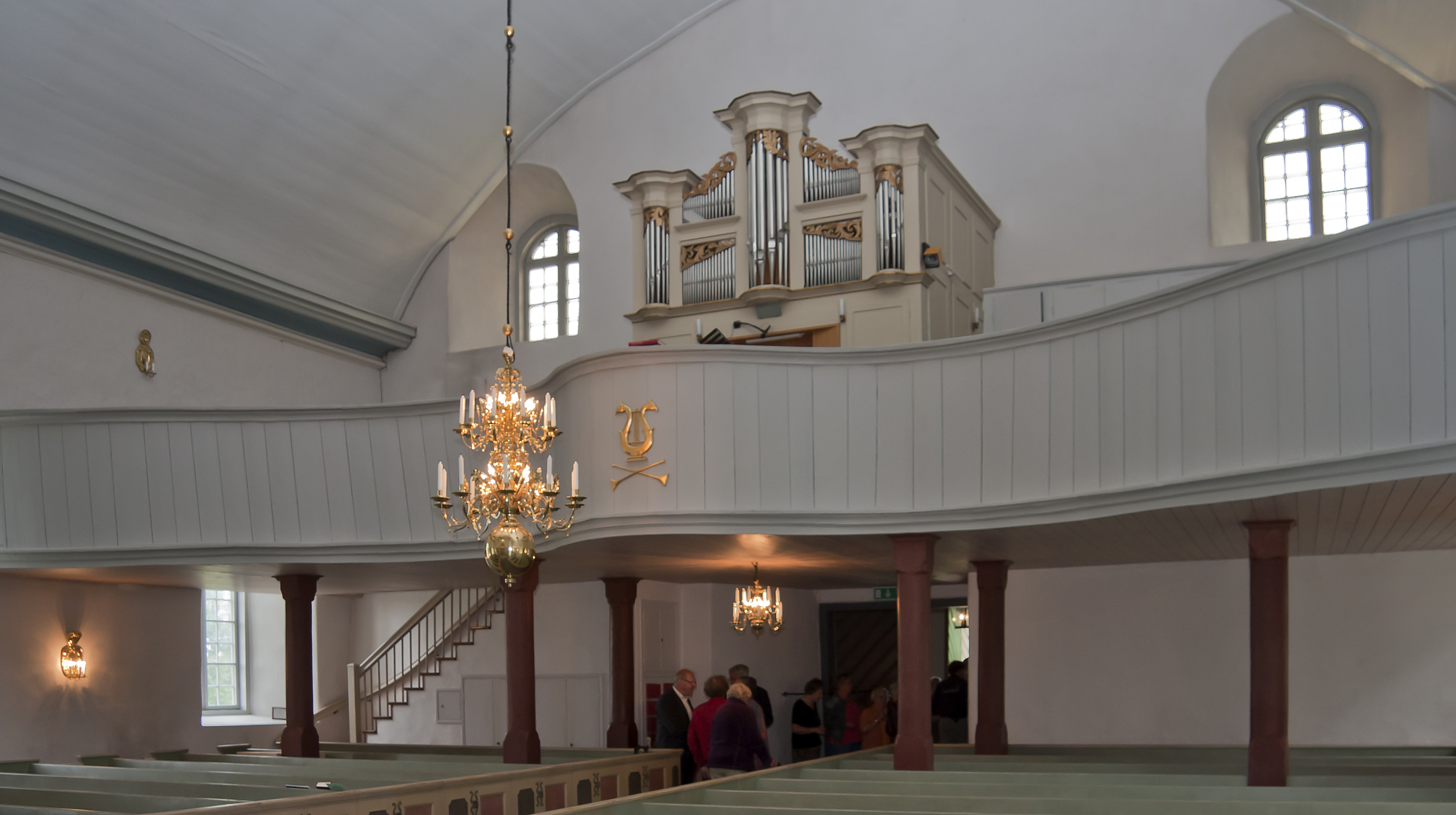
Läktare av Gustaf af Sillén.
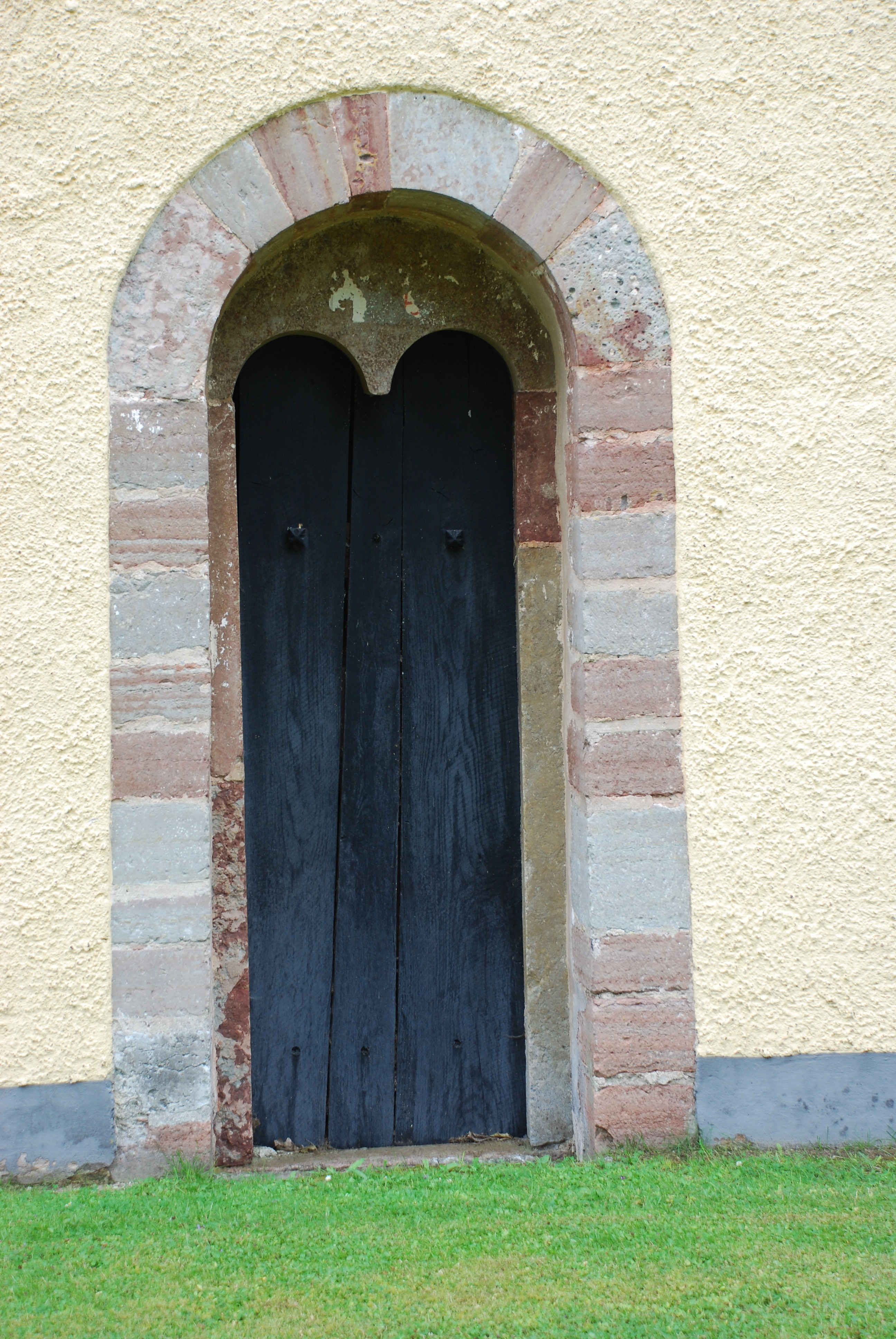
Norra portalen finns kvar från medeltidskyrkan.